# Hà Phương (nhà báo)
Hà Phương là nhà báo, phát thanh viên của Đài tiếng nói Việt Nam. Ông nổi tiếng với giọng đọc truyền cảm trong chương trình đọc truyện đêm khuya của Đài tiếng nói Việt Nam và được đánh giá là người có giọng đọc vàng. Tuy nổi tiếng nhưng Hà Phương là một người kín tiếng, hình ảnh và chuyện nghề của ông rất hiếm khi xuất hiện trên báo chí.

## Tiểu sử và sự nghiệp
NSƯT Hà Phương, tên thật là Đào Ngọc Bích, sinh năm 1940 tại huyện Ý Yên, tỉnh Nam Định. Ông công tác tại Đài tiếng nói Việt Nam từ những năm 1960. Trước khi làm báo, ông đã được đào tạo một số phương pháp sư phạm. Hà Phương vào nghề báo phát thanh trong thời kì chiến tranh Việt Nam đang ở giai đoạn ác liệt, ông đã phải tác nghiệp trong hoàn cảnh khó khăn, khốc liệt của cuộc chiến. Ông tự mình làm toàn bộ các sản phẩm phát thanh, từ viết tin bài ngay tại trận địa, đến ghi âm để kịp phát trên đài địa phương, rồi gửi về Hà Nội qua đường bưu điện. Một tháng ông đạp xe đạp khoảng 800 km đi và về giữa Hà Nội và Hà Tĩnh 2, 3 lần để đưa tài liệu từ chiến trường về Đài tiếng nói Việt Nam. Sau này, ông nổi tiếng trong chương trình đọc truyện đêm khuya phát sóng lúc 22h của hệ phát thanh VOV2, Đài tiếng nói Việt Nam. Thính giả giả biết nhiều tới ông qua phần thể hiện tác phẩm Búp sen xanh của nhà văn Sơn Tùng.
Những năm 1980, Hà Phương đảm nhận chức Trưởng ban Phát thanh của Đài tiếng nói Việt Nam. Ông và Hoàng Yến được Tổng giám đốc giao nhiệm vụ đọc lời xướng (khẩu hiệu) trên nền nhạc hiệu của Đài cho phù hợp với yêu cầu của thời kỳ đổi mới và hội nhập, thay cho lời xướng do hai giọng đọc nổi tiếng Việt Khoa và Tuyết Mai thể hiện từ khi thành lập Đài tiếng nói Việt Nam ngày 7 tháng 9 năm 1945.
Sau khi nghỉ hưu (giống với nghệ sĩ ưu tú Kim Cúc), hàng tuần Hà Phương vẫn đến phòng bá âm 39 Bà Triệu, Hà Nội để thu âm chương trình Đọc truyện đêm khuya. Ông là người hiểu rõ và yêu nghề báo phát thanh, luôn mong muốn truyền nghề cho thế hệ sau. Không chỉ mở lớp dạy nhập môn Đọc – dẫn Phát thanh Truyền hình tại nhà, suốt hơn 10 năm sau khi nghỉ hưu, ông đã đi truyền nghề cho các đồng nghiệp trẻ ở các đài phát thanh, truyền hình ở khắp các tỉnh thành của Việt Nam, từ Hà Giang vào Đồng Tháp, Bến Tre, ra Côn Đảo...Một trong những học trò xuất sắc của ông là Dương Kim Thoa, biên tập viên chương trình phát thanh tìm trong kho báu của Đài tiếng nói Việt Nam.

## Danh hiệu
Ông được nhà nước Việt Nam phong tặng danh hiệu nghệ sĩ ưu tú.

## Quan điểm
| “ | Đọc phát thanh là nhấc bổng con chữ lên khỏi mặt giấy, phải biết ngắm nghía vỗ về, may ra nó mới không trơn tuột, khéo nữa nó mới rung ngân, lóe sáng để phơi hết tầng nghĩa. | ” |

| “ | Mặc dù hiện nay, trong xu hướng phát triển của báo phát thanh hiện đại, giọng đọc của phát thanh viên chuyên nghiệp chỉ chiếm một tỷ lệ nhỏ, còn lại phần lớn là giọng đọc của phóng viên và biên tập viên – những người trực tiếp sáng tạo tác phẩm và thể hiện tác phẩm của mình. Họ có thể truyền được thái độ, tình cảm, cái "tôi chứng kiến" của mình. Nhưng dù là giọng của biên tập viên hay phóng viên thì vẫn phải đảm bảo yêu cầu đúng, chuẩn và có kỹ thuật. Nếu không, chúng ta sẽ chỉ là người Việt bình thường nói tiếng Việt, còn giọng đọc trên sóng phát thanh phải đạt tới tầm cao hơn. Đó là trách nhiệm của những nhà báo phát thanh để góp phần đọc đúng, đọc chuẩn tiếng Việt, giữ gìn tinh hoa, sự trong sáng cho tiếng Việt ta. | ” |